# شهرستان تیلاموک (اورگن)
شهرستان تیلاموک، اورگن (به انگلیسی: Tillamook County, Oregon) شهرستانی در ایالات متحده آمریکا است که در اورگن واقع شده‌است.

## خصوصیات
شهرستان تیلاموک ۳٬۴۵۲٫۴۷ کیلومترمربع مساحت دارد.